# Kasselrij Ieper

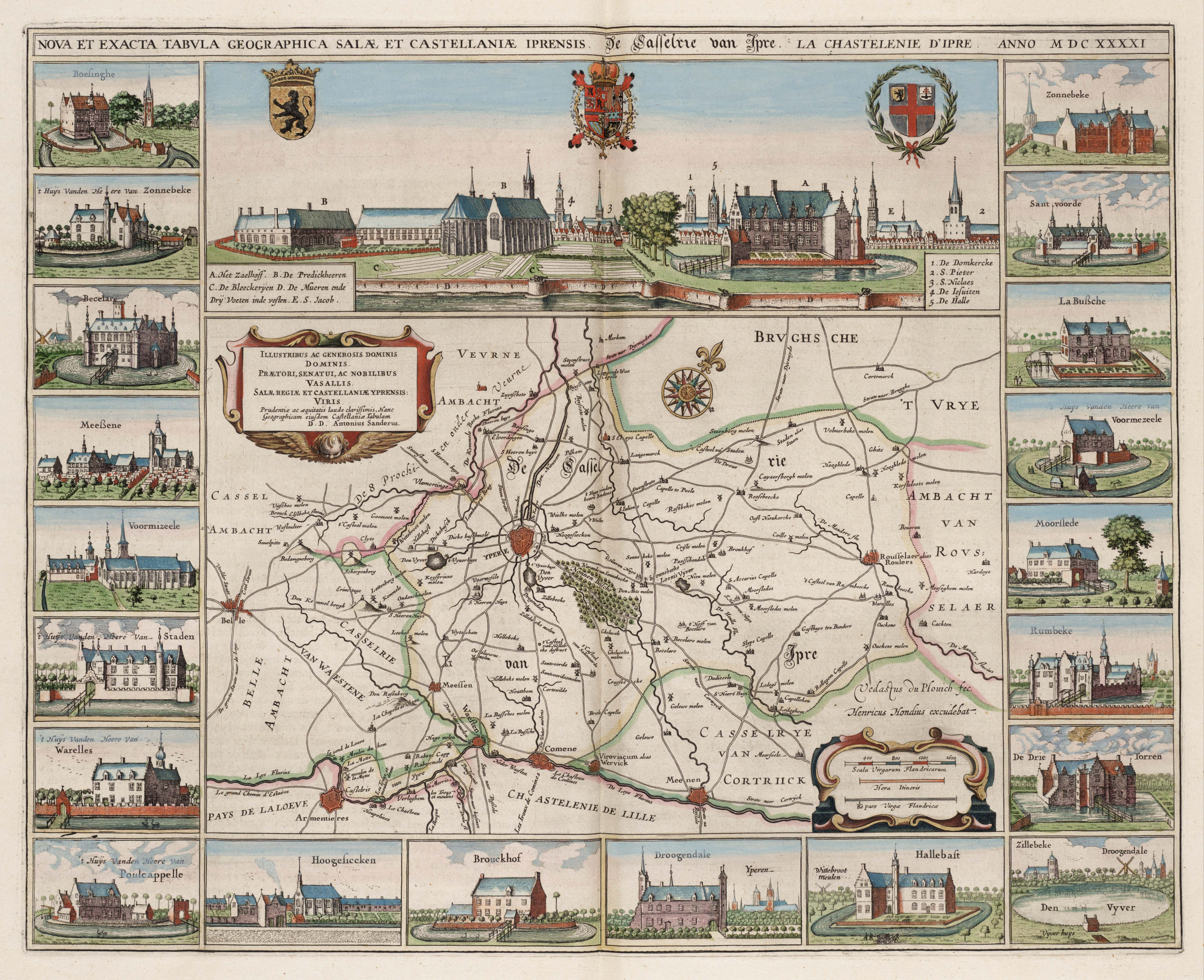
Kasselrij Ieper

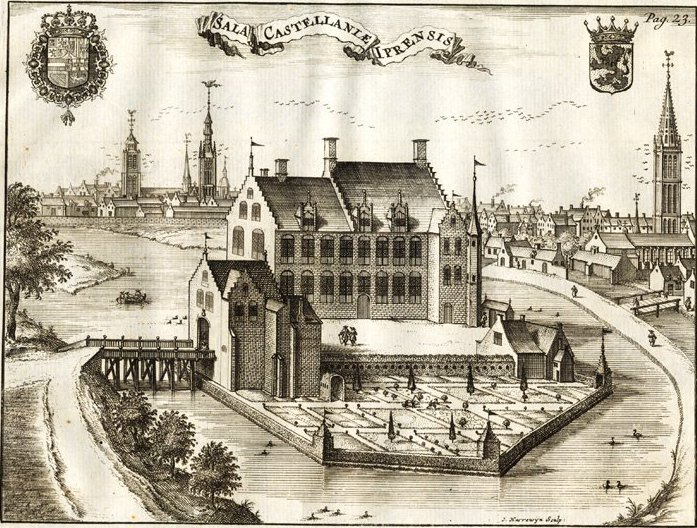
Het Zaalhof, grafelijke residentie waar de kasselrij zetelde (later het Kasselrijhof op de Grote Markt)

De kasselrij Ieper was een kasselrij rond de Vlaamse stad Ieper van de middeleeuwen tot het einde van het ancien régime. Ze werd omringd door het Brugse Vrije ten noorden, Veurne Ambacht ten westen, de kasselrij Waasten, Cassel Ambacht, Belle Ambacht en de kasselrij Rijsel in het zuiden en de kasselrij Kortrijk en kasselrij Roeselare in het oosten.
Het gebied behoorde eerst tot de kasselrij Sint-Omaars. In 1066 wijst een eerste oorkonde op het bestaan van een kasselrij Ieper (in territorio Yprensi), vermoedelijk met zetel in de grafelijke motte. Vanaf de 12e eeuw stond het gebied rond Ieper bekend als het West-Ieperambacht. Het werd bestuurd door een burggraaf en vanaf het eind van de 12e eeuw door een baljuw. De stad en de omliggende kasselrij kregen later elk een eigen baljuw. 
De kasselrij omvatte Ieper, Dikkebus, Voormezele, Kemmel, Wulvergem, Mesen, Wijtschate, Hollebeke, Zandvoorde, Zillebeke, Zonnebeke, Langemark, Bikschote en Boezinge. Het rechtsgebied van de kasselrij werd in de 14e eeuw vergroot met de Oost-Ieperambacht, waar onder meer Poelkapelle, Passendale, Geluveld, Beselare, Ledegem, Rollegem-Kapelle, Slypskapelle, Moorslede, Westrozebeke, Staden, Oostnieuwkerke, Hooglede, Gits, Roeselare, Rumbeke, Oekene lagen.
Van 1678 tot 1713 maakte het gebied deel uit van Frankrijk. De Spaanse Nederlanden hadden het met de Vrede van Nijmegen moeten afstaan aan de Zonnekoning als gevolg diens Hollandse Oorlog.
Daarna keerde het terug naar de Zuidelijke Nederlanden en behoorde tot het gebied West-Vlaanderen, een bestuurlijk entiteit met hoofdstad Ieper.

## Voetnoten
1. ↑  Adriaan Verhulst, "Les origines de la ville d'Ypres (XIe-XIIe siècles)" in: Revue du Nord, 1999, p. 7. DOI:10.3406/rnord.1999.2903

Aalst · Belle · Bergues · Beveren · Bourbourg · Bornem · het Brugse Vrije · Dendermonde · Doel · Doornik · Douai ·
 Gent · Ieper · Kassel · Ketenisse · Kortrijk · Oudenaarde · Rijsel · Saeftinghe · Veurne · de Vier Ambachten · Waas